# Décès en 1169
Décès
- 1165
- 1166
- 1167
- 1168
- 1169
- 1170
- 1171
- 1172
- 1173

Cette page dresse une liste de personnalités mortes au cours de l'année 1169 :
- 2 janvier : Bertrand de Blanquefort 6e Grand Maître des Templiers.
- 18 janvier : Shawar, vizir d’Égypte assassiné des propres mains de Saladin avec l’approbation du calife fatimide.
- 18 février : Geoffroy III de Mayenne, seigneur de Mayenne.
- 24 février : Berthe de Tübingen, margravine de Bade et de Vérone.
- 23 mars : Shirkuh, lieutenant de Nur ad-Din et vizir d’Égypte.
- juillet : Alice de Namur, comtesse de Hainaut.

- Archambaud de Bourbon, fils de Archambaud VII.
- Bohémond II de Tarsia, baron italo-normand du royaume de Sicile.
- Constantin II, patriarche de Kiev et de toute la Rus'.
- Étienne du Perche, chancelier du royaume de Sicile.
- Guillaume VII d'Auvergne, comte légitime d'Auvergne.
- Giovanni Mercone, cardinal italien.
- Shawar, vizir de l’Égypte fatimide.
- Shirkuh, général kurde de Nur ad-Din, atabeg d’Alep et de Damas.
- Thoros II d'Arménie, prince des Montagnes roupénide.
- Olav Ugjæva, un prétendant au trône de Norvège.
- Wauthier de Malonne, évêque de Wrocław.

## Crédit d'auteurs
- Cet article est partiellement ou en totalité issu de l'article intitulé « 1169 » (voir la liste des auteurs).